# Religia.tv
Religia.tv war ein christlicher Fernsehsender der polnischen ITI-Gruppe.
Religia.tv ging am 15. Oktober 2007 erstmals auf Sendung. Direktor der Station war Priester Kazimierz Sowa.
Religia.tv wurde als ein liberal-christlicher Sender positioniert, im starken Gegensatz zum nationalkonservativen Sender TV Trwam. Der Sender zeigte interaktive Diskussionsprogramme, Sendungen über das Zeitgeschehen, Serien mit religiöser Thematik, viele Dokumentarfilme und eine Reihe von Filmen über religiöse, ethische, kulturelle und soziale Themen, sowie Übertragungen vom Massen und Andachten.
Im Zuge der Einsparungspolitik der ITI-Gruppe, wurde im Dezember 2014 bekanntgegeben, sich von nicht mehr rentablen Sendern lösen zu wollen und der Sendeschluss von Religia.tv zum 31. Januar 2015 bekannt gegeben.